# Вандзін (Лодзинське воєводство)
Вандзін (пол. Wandzin) — село в Польщі, у гміні Водзеради Ласького повіту Лодзинського воєводства.
Населення — 118 осіб (2011).
У 1975-1998 роках село належало до Серадзького воєводства.

## Демографія
Демографічна структура станом на 31 березня 2011 року:
|          | Загалом | Допрацездатний вік | Працездатний вік | Постпрацездатний вік |
| -------- | ------- | ------------------ | ---------------- | -------------------- |
| Чоловіки | 61      | 10                 | 43               | 8                    |
| Жінки    | 57      | 10                 | 31               | 16                   |
| Разом    | 118     | 20                 | 74               | 24                   |